# Vallourec
Die Vallourec S.A. ist ein Hersteller von nahtlosen Stahlrohren sowie spezifischen Rohranwendungen, die schwerpunktmäßig für die Energiemärkte (Öl- und Gasindustrie, Kraftwerkstechnik) bestimmt sind, aber auch für andere Industriemärkte (Maschinenbau, Automobilindustrie, Bauindustrie). Vallourec beschäftigt 17.000 Mitarbeiter und verzeichnet integrierte Produktionsanlagen in mehr als 20 Ländern. Die Firmengruppe ist an der Euronext börsennotiert.

## Unternehmensgeschichte
Die Geschichte der Vallourec-Gruppe begann am Ende des 19. Jahrhunderts mit der Entwicklung des Verfahrens für das Walzen von nahtlosen Rohren durch die Brüder Mannesmann in Deutschland. Das erste nahtlose Stahlrohr wurde im Jahr 1886 hergestellt.
1893 ließ sich die Gesellschaft Mannesmannröhren-Werke in Düsseldorf nieder. Nach dem Zweiten Weltkrieg wurde die Gruppe entflochten und im Jahr 1955 unter dem Namen Mannesmann AG neu gegründet.
Die französischen Rohrhersteller übernahmen das Produktionsverfahren der Brüder Mannesmann. Sowohl in Nordfrankreich als auch in Burgund wurden Industriestandorte gegründet. Zu den historischen Stützen der Gruppe gehörte die Société Française des Corps Creux in Montbard. Sie wurde im Jahr 1899 in Société Métallurgique de Montbard umbenannt und ging 1899 an die Pariser Börse.
In Frankreich entstand 1931 eine industrielle und kaufmännische Partnerschaft zwischen den Niederlassungen von Valenciennes, Louvroil und Recquignies. Geleitet wurden diese Niederlassungen von einer neu gegründeten Gesellschaft namens Vallourec. Der Name setzt sich aus den ersten Silben dieser drei Städte zusammen.
Später folgte die Fusion der Société des Tubes de Valenciennes und der Société Louvroil-Montbard-Aulnoye. Diese Gruppe wurde zum zweitgrößten Hersteller von nahtlosen Stahlrohren in Frankreich und ging im Jahr 1957 unter dem Namen Vallourec an die Pariser Börse. Gleichzeitig firmierte das seit 1930 bestehende Unternehmen gleichen Namens zu Sogestra um.
Im Jahr 1960 wurde die VAM®-Verbindung auf den Markt gebracht, die sich zu einem Hauptprodukt der Gruppe entwickeln sollte. Im Jahr 1967 übernahm Vallourec die gesamte Rohrproduktion seines größten Konkurrenten, Lorraine-Escaut. Im Lauf der 1970er-Jahre baute Vallourec das integrierte Stahl- und Rohrwerk von Saint-Saulve im Raum Valenciennes und knüpfte Partnerschaften im Industrie- sowie im F&E-Bereich, insbesondere mit dem japanischen Rohrfabrikanten Sumitomo (heute Nippon Steel & Sumitomo Metal Corporation).
Das Jahr 1997 stellte für die Gruppe einen Wendepunkt dar. Dank des Joint-Venture Vallourec & Mannesmann Tubes (V & M Tubes), das aus der Verbindung mit dem deutschen Unternehmen Mannesmannröhren-Werke entstanden war, wurde sie zum weltweiten Marktführer für nahtlose Stahlrohre.
Die Gruppe setzte ihre internationale Entwicklung mit umfangreichen Akquisitionen fort, insbesondere in Brasilien und den Vereinigten Staaten.
Im Juni 2005 übernahm Vallourec durch den Aufkauf der 45%igen Beteiligung der Mannesmannröhren-Werke die Gesamtkontrolle von V & M Tubes.
Im Jahr 2006 wurde die Gruppe in den französischen Aktienindex CAC 40 aufgenommen. 2013 wurde die deutsche Unternehmenseinheit zur Vallourec Deutschland GmbH.
Die Gruppe setzte die Entwicklung ihrer Tätigkeiten im Öl- und Gasbereich fort und verstärkte ihre Präsenz in China sowie im Mittleren Osten, außerdem investierte sie in die Rohrherstellung für Kernkraftwerke.
Die jüngere Geschichte von Vallourec wurde durch folgende umfangreiche Investitionen geprägt: erstens den Bau eines neuen integrierten Produktionswerks in Jeceaba in Brasilien mit dem traditionellen Partner Sumitomo (Nippon Steel & Sumitomo Metal Corporation – NSSMC) sowie zweitens den Bau eines neuen Rohrwerks in Youngstown (Ohio, USA), das Bohrstellen zur Förderung von Schieferöl und -gas mittels Fracking in Nordamerika beliefert. Parallel dazu wurden die europäischen Produktionskapazitäten mit der Schließung bzw. dem Verkauf des Stahlwerks Saint-Saulve, der Walzwerke Montbard, Déville-lès-Rouen, Zeithain, Düsseldorf-Reisholz, Düsseldorf-Rath, Mülheim an der Ruhr drastisch heruntergefahren.
Im März 2024 übernahm ArcelorMittal 28,4 % der Anteile des Unternehmens.

## Aktivität
Vallourec beliefert die Öl- und Gasindustrie, die Kraftwerkstechnik, die Petrochemie, den Maschinenbau und die Automobilindustrie mit Premiumlösungen für Rohranwendungen. Die Gruppe ist auf komplexe Anwendungen spezialisiert, die unter Extrembedingungen zum Einsatz kommen.

### Öl und Gas
Für den Öl- und Gasmarkt stellt Vallourec Rohrlösungen für die Förderung und Produktion her (casing und tubing, connections und risers oder Futterrohre, Förderrohre, Verbindungen, Riser), für den Kohlenwasserstofftransport (Leitungen und integrierte Schweißlösungen), und erbringt Dienstleistungen für die Erdölindustrie und Rohre für Raffinerien. Vallourec ist auf Produkte für Extrembedingungen spezialisiert, wie tiefe Bohrschächte, korrosive Umgebungen, Umlenkschächte, Hochdruck und Hochtemperatur.
Bei den Kunden von Vallourec in diesem Bereich handelt es sich um Erdölgesellschaften, Engineeringbüros oder Vertriebshändler.

### Kraftwerkstechnik
Für den Stromgewinnungsmarkt stellt Vallourec Premiumrohre für fossile Kraftwerke sowie für Kernkraftwerke her, deren Besonderheit in ihrer hohen Temperatur- und Druckbeständigkeit besteht. Zu den einschlägigen Kunden von Vallourec gehören die Hersteller von Kesseln für Verbrennungskraftwerke sowie die Hersteller von Dampferzeugern für Kernkraftwerke.

### Industrie
Vallourec stellt auch Rohre für die Bereiche Maschinenbau, Automobil- oder Bauindustrie her.
Die von Vallourec hergestellten Konstruktionsrohre kommen im Maschinenbau zum Einsatz (Hebezeuge, Landwirtschaftsmaschinen, Hydraulikzylinder, Kräne usw.). Außerdem beliefert Vallourec Automobilbauer und OEM-Hersteller mit Rohren und Bauteilen.
Im Bausektor produziert Vallourec Konstruktionsrohre, die für Architekturprojekte, im Stahlbau bei Industrie, öffentlichen und privaten Auftraggebern Einsatz finden. Vallourec hat die Rohre für den Bau der Stahlkonstruktion des Soccer City Stadiums von Johannesburg in Südafrika, sowie des Stade de France, der Grande Arche de la Défense in Frankreich, des Wembley Stadium in London, des Flughafens von Bangkok in Thailand geliefert, genau wie die für den Bau der Spitze des 541 Meter (1776 Fuß) hohen Wolkenkratzers One World Trade Center im neuen World Trade Center in New York City erforderlichen Konstruktionselemente.

### Umsatzverteilung im Jahr 2016
- Öl- und Gasindustrie: 64,8 %
- Kraftwerkstechnik:  16,4 %
- Bauindustrie und sonstige: 18,8 %

## Innovation und Forschung und Entwicklung
Vallourec beschäftigt fünfhundert Ingenieure und Techniker für F & E Aufgaben, die auf die Produktionsstandorte sowie auf 6 Forschungszentren in Frankreich (Aulnoye), Deutschland (Düsseldorf und Riesa), Brasilien (Rio de Janeiro und Belo Horizonte) sowie in den USA (Houston) verteilen.
Das Forschungszentrum von Riesa zeichnet sich durch ein besonderes Konzept aus. Es handelt sich um ein Warmwalzlabor, ähnlich einem kleinen Warmwalzwerk, in dem Tests in kleinem Maßstab modellgetreu durchgeführt werden können, ohne die Produktion an den Produktionsstandorten zu beeinträchtigen.
Die Gruppe hat im Jahr 2015 82 Mio. € in diese Abteilung investiert.

## Standorte
Vallourec hat seit Ende der 1990er Jahre seine Industriepräsenz in Asien (China und Indonesien), Brasilien sowie im Mittleren Osten durch die Erhöhung des örtlichen Produktionsanteils weiter ausgebaut.
Vallourec hat in Deutschland nur noch einen Produktionsstandort, nachdem von ehemals zwei Produktionswerken (eines in Mülheim an der Ruhr und eines in Düsseldorf-Rath) das Werk in Mülheim am 7. September 2023 das letzte Rohr hergestellt hat und danach mit dem Rückbau begonnen wurde, sowie zwei Forschungszentren (eines in Düsseldorf und eines in Riesa).
Im Juni 2020 wurde das Walzwerk in Düsseldorf-Reisholz mit zuletzt ca. 300 Arbeitnehmern nach 121 Jahren Betrieb stillgelegt.
Am 18. Mai 2022 wurde bekannt, dass Vallourec seine Standorte in Deutschland (wo bis dato 2400 Menschen arbeiten) bis 2023 schließen will und das Geschäft mit nahtlosen Rohren für Ölfelder und Gasfelder nach Brasilien verlagert. Gründe seien sinkende Margen und Überkapazitäten in der Branche. Die Lage habe sich durch Belastungen seit Beginn der COVID-19-Pandemie und durch gestiegene Energiepreise und Materialpreise verschärft. Das Deutschlandgeschäft schreibe seit sieben Jahren „signifikante Verluste“.
Seit dem 24. Februar 2022 (an diesem Tag begannen russische Streitkräfte auf Befehl von Staatspräsident Putin den Überfall auf die Ukraine) sind die Preise vieler Energieträger deutlich höher als zuvor.
Vallourec hat 50 Produktionswerke in über 20 Ländern.
Umsatzverteilung (2013) auf Regionen der Welt:
- Nordamerika: 26,2 %
- Europa: 19,1 %
- Südamerika: 21,2 %
- Asien und Mittlerer Osten: 26,2 %
- Sonstige Länder: 7,3 %

## Finanzielle Daten
Fundamentaldaten:
| Geschäftsjahr | Umsatz €    | EBIT €       | Gewinn €     | EPS €  | Dividende % | KGV   | KUV  |
| ------------- | ----------- | ------------ | ------------ | ------ | ----------- | ----- | ---- |
| 2023          | 5,11 Mrd.   | -            | -            | 0,00   | -           | -     | 0,63 |
| 2022          | 4,88 Mrd.   | −233,17 Mio. | −366,38 Mio. | −1,60  | -           | -     | 0,66 |
| 2021          | 3,44 Mrd.   | 137,91 Mio.  | 39,55 Mio.   | 0,33   | -           | 42,06 | 0,92 |
| 2020          | 3,24 Mrd.   | −1,23 Mrd.   | −1,21 Mrd.   | −36,40 | -           | -     | 0,14 |
| 2019          | 4,17 Mrd.   | −261,02 Mio. | −337,55 Mio. | −10,19 | -           | -     | 0,11 |
| 2018          | 3,92 Mrd.   | −496,77 Mio. | −502,46 Mio. | −15,16 | -           | -     | 0,12 |
| 2017          | 3,75 Mrd.   | −657,17 Mio. | −536,69 Mio. | −16,57 | -           | -     | 0,12 |
| 2016          | 2,97 Mrd.   | −879,71 Mio. | −758,02 Mio. | −31,63 | -           | -     | 0,15 |
| 2015          | 3,80 Mrd.   | −913,11 Mio. | −864,75 Mio. | −54,80 | -           | -     | 0,06 |
| 2014          | 5,70 Mrd.   | −722,78 Mio. | −923,59 Mio. | −60,62 | 48,60 %     | -     | 0,04 |
| 2013          | 5,58 Mrd.   | 442,94 Mio.  | 261,86 Mio.  | 17,44  | 48,60 %     | 0,79  | 0,04 |
| 2012          | 5,33 Mrd.   | 376,41 Mio.  | 216,76 Mio.  | 14,95  | 41,40 %     | 0,93  | 0,04 |
| 2011          | 5,30 Mrd.   | 644,68 Mio.  | 401,55 Mio.  | 28,23  | 78,01 %     | 0,49  | 0,04 |
| 2010          | 4,49 Mrd.   | 654,55 Mio.  | 409,60 Mio.  | 29,89  | 78,01 %     | 0,46  | 0,04 |
| 2009          | 4,46 Mrd.   | 781,69 Mio.  | 517,71 Mio.  | 39,03  | 105,01 %    | 0,35  | 0,04 |
| 2008          | 6,44 Mrd.   | 1,50 Mrd.    | 967,19 Mio.  | 75,98  | 180,01 %    | 0,18  | 0,03 |
| 2007          | 6,14 Mrd.   | 1,59 Mrd.    | 986,21 Mio.  | 78,47  | 210,02 %    | 0,18  | 0,03 |
| 2006          | 5,54 Mrd.   | 1,54 Mrd.    | 917,01 Mio.  | 73,9   | 180,01 %    | 0,19  | 0,03 |
| 2005          | 4,31 Mrd.   | 938,68 Mio.  | 472,99 Mio.  | 39,52  | 67,21 %     | 0,35  | 0,04 |
| 2004          | 3,04 Mrd.   | 321,34 Mio.  | 135,72 Mio.  | 11,72  | 19,20 %     | 1,18  | 0,05 |
| 2003          | 2,38 Mrd.   | 99,63 Mio.   | 39,67 Mio.   | 3,44   | 9,48 %      | 4,02  | 0,07 |
| 2002          | 2,55 Mrd.   | 206,28 Mio.  | 64,75 Mio.   | 5,49   | 12,44 %     | 2,52  | 0,06 |
| 2001          | 2,50 Mrd.   | 234,42 Mio.  | 88,17 Mio.   | 7,62   | 12,44 %     | 1,82  | 0,06 |
| 2000          | 2,20 Mrd.   | 110,86 Mio.  | 54,74 Mio.   | 4,84   | 7,70 %      | 2,86  | 0,07 |
| 1999          | 1,71 Mrd.   | −105,53 Mio. | −70,50 Mio.  | −6,23  | 4,52 %      | -     | 0,09 |
| 1998          | 2,27 Mrd.   | 113,00 Mio.  | 44,32 Mio.   | 3,92   | 6,77 %      | 3,53  | 0,07 |
| 1997          | 1,54 Mrd.   | 75,71 Mio.   | 43,91 Mio.   | 4,31   | 6,77 %      | 3,21  | 0,09 |
| 1996          | 1,17 Mrd.   | 36,82 Mio.   | 29,94 Mio.   | 2,99   | 5,42 %      | 4,63  | 0,12 |
| 1995          | 1,16 Mrd.   | 25,74 Mio.   | 12,93 Mio.   | 1,3    | 4,52 %      | 10,64 | 0,12 |
| 1994          | 1,05 Mrd.   | 18,24 Mio.   | 5,30 Mio.    | 0,53   | -           | 26,11 | 0,13 |
| 1993          | 883,12 Mio. | 9,85 Mio.    | 3,52 Mio.    | 0,36   | -           | 38,98 | 0,16 |
| 1992          | 1,01 Mrd.   | 11,53 Mio.   | 6,89 Mio.    | 0,7    | -           | 19,88 | 0,14 |
| 1991          | 984,37 Mio. | 71,18 Mio.   | 57,96 Mio.   | 5,86   | 5,69 %      | 2,36  | 0,14 |
| 1990          | 1,10 Mrd.   | 69,49 Mio.   | 61,42 Mio.   | 9,89   | 9,03 %      | 1,4   | 0,08 |
| 1989          | 1,24 Mrd.   | 96,61 Mio.   | 97,47 Mio.   | 15,7   | 9,03 %      | 0,88  | 0,07 |
| 1988          | 1,08 Mrd.   | 120,02 Mio.  | 117,39 Mio.  | 18,91  | -           | 0,73  | 0,08 |
| 1987          | 834,76 Mio. | −66,46 Mio.  | −68,90 Mio.  | 0,00   | -           | -     | 0,1  |
| 1986          | 943,10 Mio. | −31,02 Mio.  | −61,25 Mio.  | 0,00   | -           | -     | 0,09 |
| 1985          | 1,12 Mrd.   | 2,72 Mio.    | 7,52 Mio.    | 0,00   | -           | -     | 0,08 |
| 1984          | 1,24 Mrd.   | −42,26 Mio.  | −26,94 Mio.  | 0,00   | -           | -     | 0,07 |
| 1983          | 1,32 Mrd.   | −41,25 Mio.  | −62,94 Mio.  | 0,00   | -           | -     | 0,07 |
| 1982          | 1,76 Mrd.   | 77,09 Mio.   | 47,51 Mio.   | 0,00   | 6,32 %      | -     | 0,05 |
| 1981          | 2,12 Mrd.   | 11,17 Mio.   | 19,45 Mio.   | 0,00   | 5,13 %      | -     | 0,03 |
| 1980          | 1,76 Mrd.   | −9,46 Mio.   | −9,66 Mio.   | 0,00   | -           | -     | 0,04 |

Börseninformationen:
- Die Vallourec S.A. ist in der Eurolist der Euronext an der Pariser Börse gelistet.
- Sie ist sowohl in den Aktienindizes Euronext 100 sowie MSCI World Index enthalten.
- ISIN-Valorennummer = FR0000120354
- In den Vereinigten Staaten hat Vallourec ein sponsored Level-I-Programm von American Depositary Receipts (ADR) ausgegeben (ISIN-Valorennummer: US92023R2094, Tickerkürzel: VLOWY). Das Verhältnis zwischen ADR und Originalaktie von Vallourec beträgt 5:114.

## Vermeidung der EEG-Umlage
Vallourec führte über Jahre Umlagen nach dem Erneuerbare-Energien-Gesetz (EEG) nicht ab. Vallourec griff dabei auf ein sogenanntes Scheibenpachtmodell zurück, das eine Gesetzeslücke ausnutzt, um die EEG-Umlage zu umgehen.